# Ritorps gård

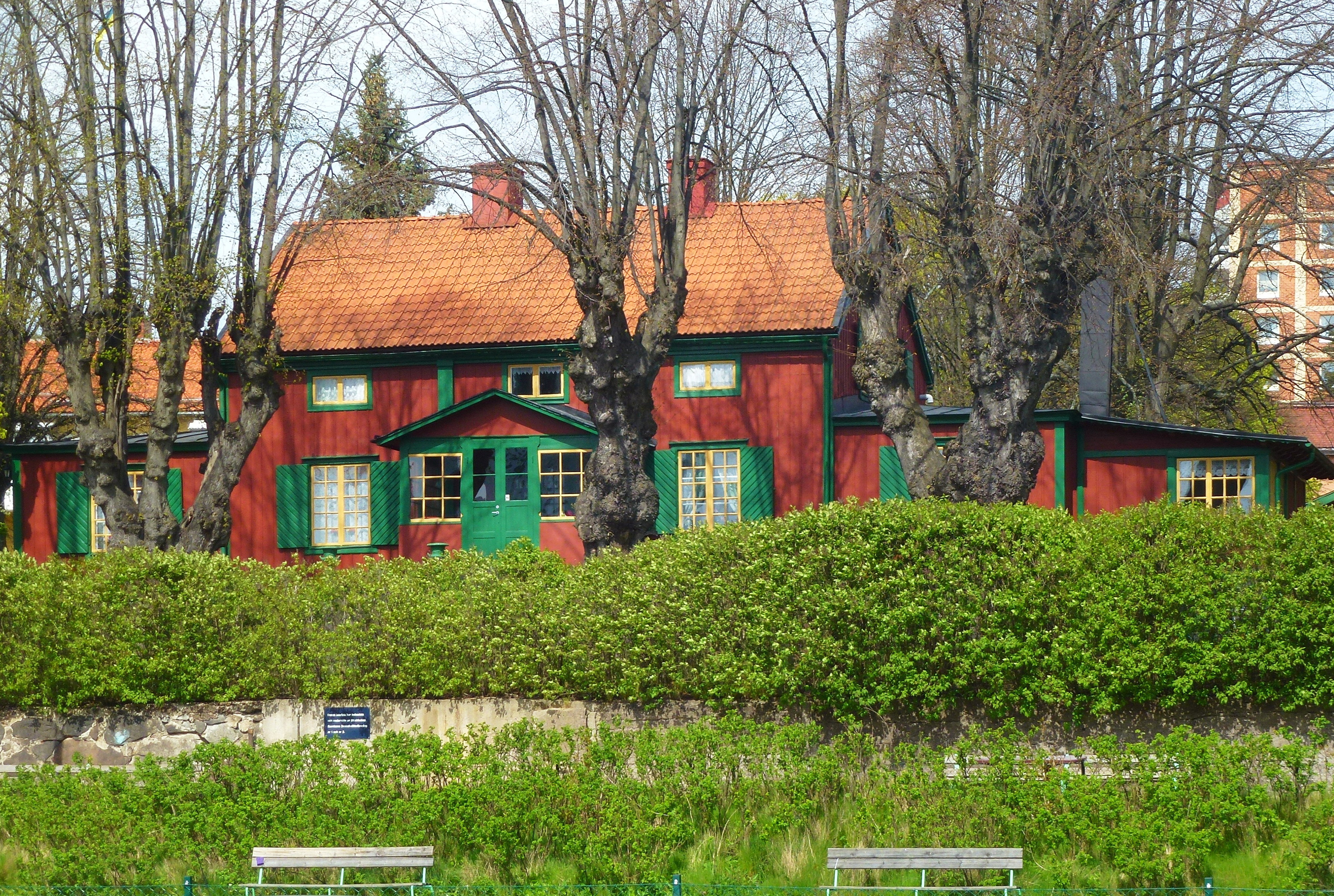
Ritorps gård, fasad mot syd, 2015.

Ritorps gård är en kulturhistoriskt värdefull byggnad i området Ritorp i stadsdelen Järva i Solna kommun. Ritorp anlades på 1600-talet strax söder om landsvägen mot Enköping och var ursprungligen ett torp under dåvarande Nederjärva by. Ritorps gårds nuvarande byggnad härrör från 1770-talet och skyddas sedan 1953 genom k-märkning i stadsplanen. Byggnaden är enligt Stockholms läns museum ”omistlig”. Huset är privatbostad. Ritorps gård gav området Ritorp och Ritorpsvägen sina namn.

## Historik

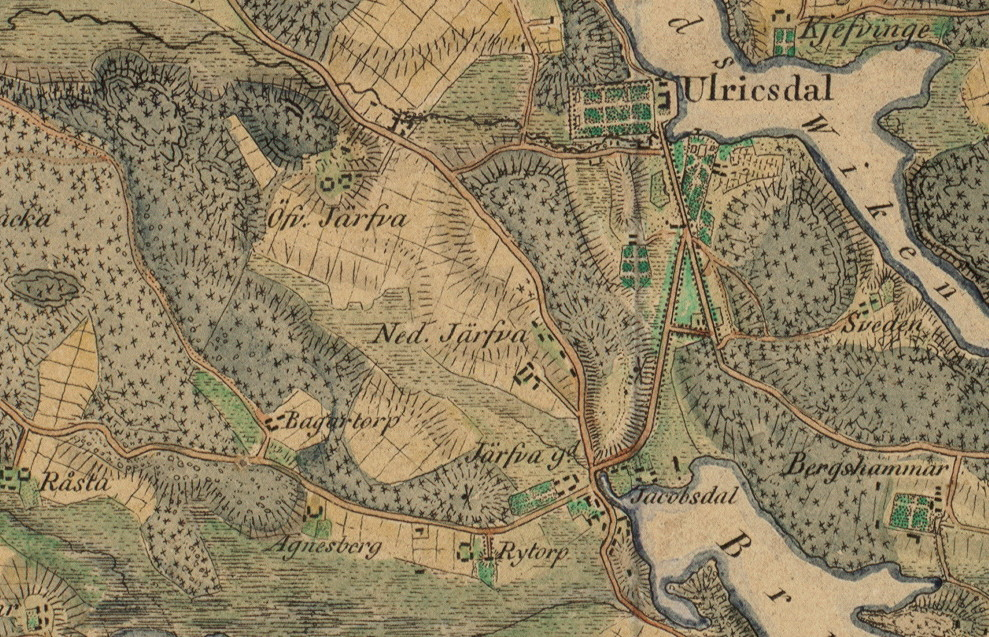
"Rytorp" på en karta från 1817.

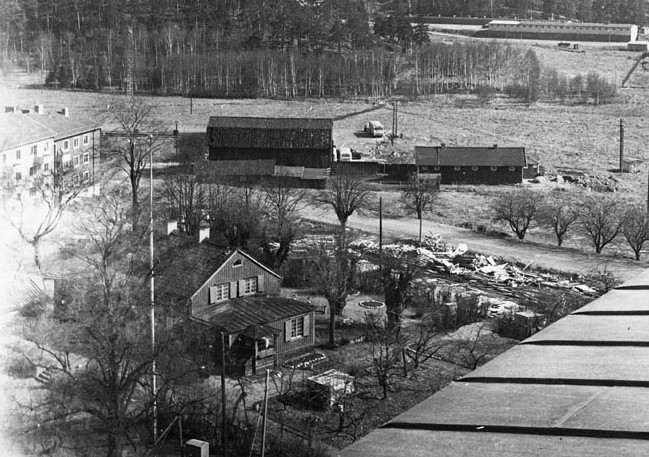
Ritorps gård 1957, numera kringbyggd av bostadshus, vy mot norr.

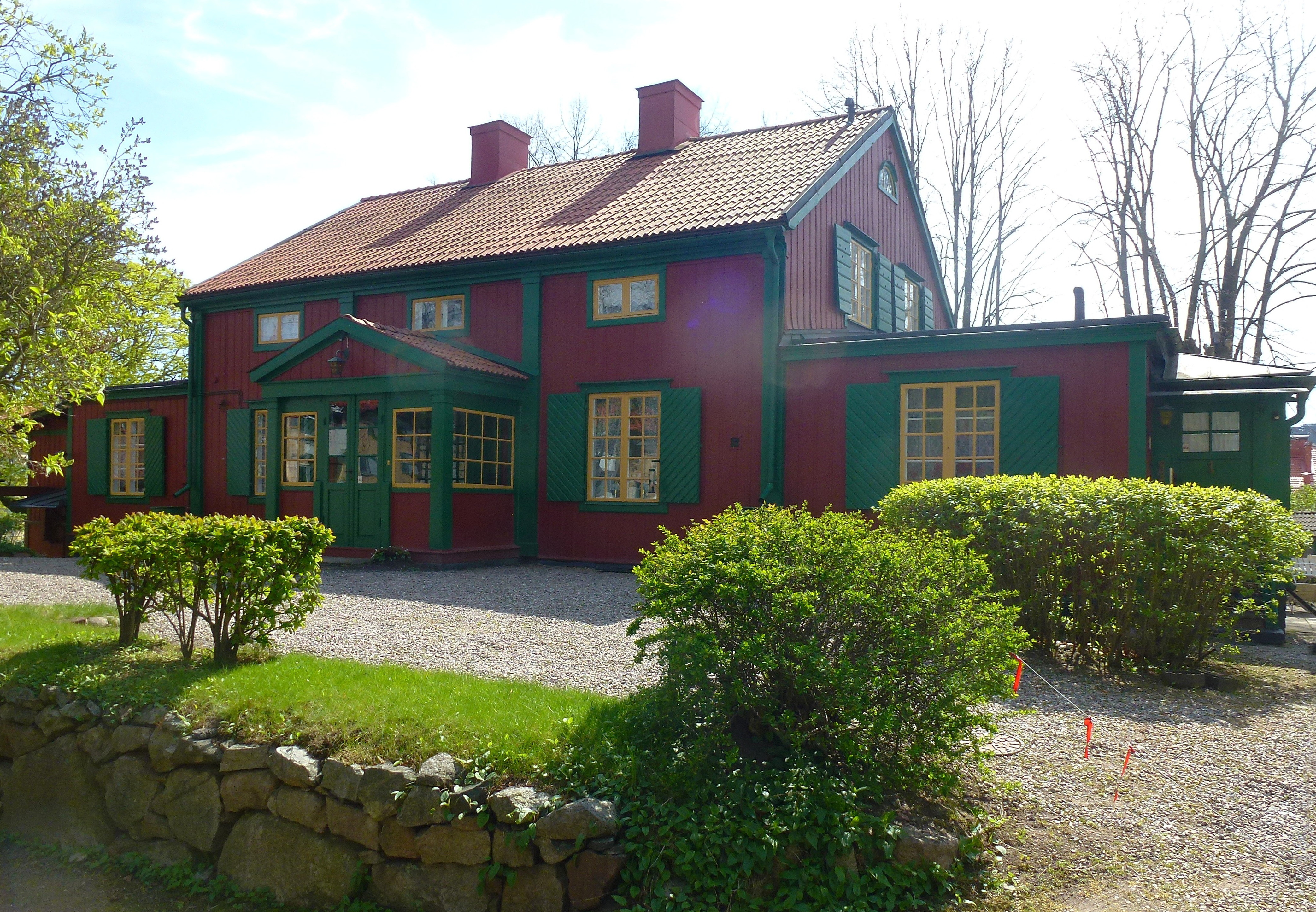
Ritorps gård, entrésidan, 2015.

Ritorp (äldre stavning Rytorp) var en gård under Nederjärva och anlades på 1600-talet. Eftersom Nederjärva (nuvarande Mellanjärva gård) löd under  Ulriksdalsgodset hörde även Ritorp till Ulriksdalsgodset. På 1700-talet hörde Ritorp under lång tid till Järva krog.

## Byggnad
Nuvarande huvudbyggnad uppfördes 1768 eller 1770, byggherren är okänd. Gården ligger upphöjd på en stenterrass och fick en ståndsmässig herrgårdsbyggnad med kringliggande trädgård och park. Huvudbyggnaden är utförd i trä och 1½ våningar hög med tegeltäckt sadeltak. 
Fasaderna är klädda med rödmålad läktpanel samt grönmålade lister och fönsterluckor. Fönstren är smårutiga och har gulmålade snickerier med delvis bevarade gamla glasrutor och beslag. Husets entré är ursprunglig, men på båda långsidorna finns senare tillbyggda glasverandor. Under 1800-talets första hälft tillkom en mindre flygelbyggnad. För att smälta in fick den samma färgsättning som huvudbyggnaden. Ladugård och uthus låg nordväst om mangårdsbyggnaden.
Mellan 1955 och 1959 bebyggdes gårdens mark med bostadshus som grupperades i en fyrkant kring huvudbyggnaden. Bortsett från gårdens tomtmark är den tidigare parken numera allmän park med ståtliga lövträd och en delvis bevarad allé som leder mot norr till Enköpingsvägen.

## Boende
Mellan 1862 och 1877 arrenderades Ritorp av Wilhelm Leonard Klemming (1820-1876) med hustru Elisabet och familj. Han var fabrikör inom bleckslagaribranschen. Hustrun skötte jordbruket där man odlade huvudsakligen grönsaker och frukt som såldes på Hötorget i Stockholm.
Från början av 1900-talet sköttes gården av Arvid Johansson som var direktör för Svenska Slakteri AB. Under hans tid användes ladugården och kringliggande hagmarker som mellanstation för de djur som han köpte upp runtom i landet för att sedan sälja vidare. Trädgårdsmästeriet hade han inget intresse för och arrenderade ut det. Huset, som innehöll tre separata bostäder, lät han renovera och modernisera. 1988 bodde fortfarande hans dotter och sonhustru på gården.